# Comuna Luka-Barska, Bar
Luka-Barska (în ucraineană Лука-Барська) este o comună în raionul Bar, regiunea Vinnița, Ucraina, formată din satele Vasiutînți, Luka-Barska (reședința), Kvitka, Horeanî și Zoreane.

## Demografie
Componența lingvistică a satului Luka-Barska
     Ucraineană (98,65%)
     Rusă (1,29%)
     Alte limbi (0,06%)
Conform recensământului din 2001, majoritatea populației satului Luka-Barska era vorbitoare de ucraineană (98,65%), existând în minoritate și vorbitori de rusă (1,29%).